# 1,2-diacilglicerol 3-glukoziltransferaza
1,2-diacilglicerol 3-glukoziltransferaza (EC 2.4.1.157, UDP-glukoza:diacilglicerol glukoziltransferaza, UDP-glukoza:1,2-diacilglicerol glukoziltransferaza, uridin difosfoglukoza-diacilglicerol glukoziltransferaza, UDP-glukoza-diacilglicerol glukoziltransferaza, UDP-glukoza:1,2-diacilglicerol 3--glukoziltransferaza) je enzim sa sistematskim imenom UDP-glukoza:1,2-diacil-sn-glicerol 3--glukoziltransferaza. Ovaj enzim katalizuje sledeću hemijsku reakciju
UDP-glukoza + 1,2-diacil--glicerol {\displaystyle \rightleftharpoons } UDP + 3-D-glukozil-1,2-diacil--glicerol
Mnogi diacilgliceroli sa dugolančanim acil grupama mogu da deluju kao akceptori.

## Literatura
- Nicholas C. Price; Lewis Stevens (1999). Fundamentals of Enzymology: The Cell and Molecular Biology of Catalytic Proteins (Third изд.). USA: Oxford University Press. ISBN 019850229X.
- Eric J. Toone (2006). Advances in Enzymology and Related Areas of Molecular Biology, Protein Evolution (Volume 75 изд.). Wiley-Interscience. ISBN 0471205036.
- Branden C; Tooze J. Introduction to Protein Structure. New York, NY: Garland Publishing. ISBN 0-8153-2305-0.
- Irwin H. Segel. Enzyme Kinetics: Behavior and Analysis of Rapid Equilibrium and Steady-State Enzyme Systems (Book 44 изд.). Wiley Classics Library. ISBN 0471303097.

## Spoljašnje veze
- 1,2-diacylglycerol+3-glucosyltransferase на 